# GP38型柴油机车
GP38型柴油机车是美国通用汽车易安迪公司（GM-EMD）在1966年推出的一款柴油机车，这是GP40型柴油机车的机械增压版本，主要竞争对象是通用电气公司的U23B型柴油机车，以及美国机车公司的世纪420型柴油机车。
1965年，易安迪公司宣布同时推出9款标准型柴油机车，这一系列的机车实现了高度的标准化，全部采用全新的645系列柴油机，功率等级范围为1000～6000马力，除了包括3000马力等级的GP40、SD40型柴油机车之外，产品线还涵盖了2000马力等级的GP38、SD38型柴油机车，两者分别取代上一代的GP28、SD28型柴油机车的位置；3000马力以上的车型均采用交流牵引发电机，而3000马力以下的车型则采用传统的直流牵引发电机。
1966年1月至1971年12月，易安迪公司共制造了706台GP38型柴油机车，主要用户包括宾州中央运输公司、南方铁路、巴爾的摩與俄亥俄鐵路、切薩皮克與俄亥俄鐵路、圣塔菲铁路、海湾、莫比尔和俄亥俄铁路、路易斯维尔和纳什维尔铁路等。GP38型柴油机车的同级后继产品是1972年推出的GP38-2型柴油机车。在GP38型柴油机车的停产前夕，易安迪还生产过少量采用交—直流电传动的GP38AC型柴油机车。
GP38型柴油机车是2000马力的干线货运用四轴柴油机车，采用单司机室、底架承载结构、双侧外走廊的罩式车体，车体上部自前向后由电气室、司机室、动力室、冷却室四部分组成。机车走行部标准配置为两台布贝格B型二轴转向架，采用导框式轴箱定位、摇动台式摇枕弹簧悬挂、两系弹簧悬挂装置（一系为轴箱螺旋圆弹簧，二系为摇枕钢板弹簧）、心盘牵引装置、双侧闸瓦制动装置。动力装置为一台2000马力、16气缸、二冲程、水冷式、机械增压的16-645E型柴油机。传动系统采用直—直流电传动，柴油机直接驱动一台D32型直流发电机，发出的直流电供给四台D77型直流牵引电动机。牵引电动机采用轴悬式驱动方式，牵引齿轮传动比为4.13（62：15）。